# Offensiva etiope di Natale
L'offensiva etiope di Natale fu un conflitto armato che avvenne durante la guerra di Etiopia e rappresentò la controffensiva che le truppe etiopi misero in atto in risposta alla offensiva di De Bono nel Tigré e alla seguente conquista di Macallè.

## Antefatto
Il 3 ottobre 1935 le truppe italiane sotto il comando di Emilio De Bono varcarono il Mareb dando inizio alla guerra di Etiopia. I tre corpi di armata forti di 110 000 uomini protetti da 126 velivoli della Regia Aeronautica avanzarono senza incontrare particolare resistenza e giunsero a Enticciò ed Adigrat il 5 ottobre e Adua il 6 ottobre. Dopo questo primo balzo De Bono si preoccupò di consolidare le linee di rifornimento, pianificando il secondo balzo che portò le truppe italiane ad occupare Macallè il giorno 8 novembre 1935.
Le armate etiopiche, che nel frattempo si erano radunate nelle regioni centrali dell'Impero, iniziarono a marciare verso la regione del Tembièn e già agli inizi di dicembre i ricognitori della Regia Aeronautica avvistarono forti gruppi di armati che lungo la "strada imperiale" si dirigevano verso nord.
Il generale Badoglio, che nel frattempo aveva sostituito De Bono come comandante in capo del corpo di spedizione italiano, ordinò all'aviazione di attaccare le truppe nemiche che però, nascondendosi nella boscaglia o camminando di notte, riuscirono senza troppe perdite ad avvicinarsi al fronte che andava dai guadi del Tecazzè nello Sciré sino al campo trincerato di Macallè per un totale di 200 km.
Badoglio, valutando erroneamente le intenzioni degli abissini e reputando che volessero lanciare un attacco frontale contro Macallé non si avvide che invece 60 000 uomini al comando dei Ras Cassa, Sejum e Immirù stavano per attraversare il Tecazzè ed invadere il Tembién. A causa di tale errore nella valutazione della strategia dell'avversario, l'impervia regione montuosa era quasi totalmente sguarnita essendo presidiata al centro dai soli 4 battaglioni di camicie nere al comando del console generale Diamanti mentre sull'estrema sinistra della linea italiana i guadi del Tecazzè erano controllati dai 1 000 ascari della Banda del Seraé sotto il comando del maggiore Luigi Criniti supportati da una squadra di carri veloci agli ordini del capitano Ettore Crippa.

## La Battaglia

### Lo scontro di Dembeguinà
L'armata di Ras Immirù forte di 20 000 uomini giunse ai guadi del Tecazzè a Mai Timchet lungo la strada che collega Gondar ad Adua, e la notte fra il 14 e il 15 dicembre un'avanguardia di 2 000 uomini attraversò il fiume sotto il comando del fitaurari Sciferra dando battaglia agli ascari del maggiore Criniti. Contemporaneamente, 15 km più a monte, un secondo gruppo di armati etiopi attraversò il Tecazzè e aiutato da abitanti della zona puntò verso Dembeguinà attraverso strade impervie e viottoli montani, con l'evidente scopo di tagliare la ritirata lungo l'unica via che collegava i guadi del Tecazzè alle postazioni italiane più avanzate, distanti circa 100 km. Intuita la manovra di accerchiamento il maggiore Criniti ordinò la ritirata e puntò su Dembeguinà preceduto dai carri veloci degli "Esploratori del Nilo"; quando tuttavia gli italo-eritrei, sempre incalzati da tergo dal fitaurari Sciferra, giunsero al passo videro che le alture disposte intorno alla stretta erano interamente occupate dalle truppe etiopi del secondo contingente e che le truppe motorizzate erano state impegnate in battaglia.

Teatro delle operazioni dal 14 al 27 dicembre e nuova linea del fronte a fine 1935

Gli scadenti carri veloci delle truppe italiane vennero sopraffatti dalla soverchiante superiorità numerica delle forze abissine e l'intera avanguardia annientata: nella battaglia caddero fra gli altri il capitano Ettore Crippa e il tenente Franco Martelli figlio dell'ex ministro all'economia. Perse le truppe motorizzate e vista la situazione pressoché disperata, Criniti ordinò agli ascari l'attacco alla baionetta delle alture riuscendo solo a sera ad aprirsi un varco verso Selaclacà lasciando però quasi metà del suo contingente sul campo. I 420 superstiti, fra i quali vi erano più di 120 feriti gravi, riuscirono a raggiungere il primo avamposto italiano di Endà Selassié tenuto dalle truppe del federale di Torino Carlo Emanuele Basile. Il generale Pietro Maravigna emanò però l'ordine di abbandonare l'avamposto troppo esposto e ritirarsi ulteriormente su Selaclacà difesa dall'intera divisione Gran Sasso. Nel frattempo le truppe etiopi dilagavano nello Scirè e, nonostante violenti bombardamenti con armi convenzionali e con iprite condotti dall'aeronautica italiana sui guadi del Tecazzè, 20 000 armati riuscirono ad attraversare il fiume e ad ingaggiare battaglia il 18 dicembre 1935 a Selaclacà, al passo Af Gagà minacciando di prendere alle spalle i campi trincerati di Adua e Axum fino a raggiungere con le avanguardie il confine del Mareb allo scopo di portarsi in Eritrea. Intuito il disegno strategico degli abissini, Badoglio ordinò la ritirata della divisione "Gran Sasso" dal passo Af Gagà sino al campo trincerato di Axum, lasciando l'intero Sciré in mano alle truppe di Ras Immirù.

### Lo scontro nel Tembién e la ritirata da Abbi Addi

Linea del fronte nel febbraio 1936 dopo la controffensiva Etiope di Natale

Contemporaneamente ai fatti di Dembeguinà, 5 000 uomini al comando del degiac Hailù Chebbedé e 3 000 uomini guidati dal degiac Belai Marù varcarono il fiume Ghevà e, con una manovra a tenaglia, circondarono il capoluogo del Tembién Abbi Addi e occuparono le ambe che lo sovrastavano: l'Amba Tzellerè e la Debra Amba. In soccorso del capoluogo del Tembién difeso da due battaglioni dei quattro a disposizione del console generale Diamanti arrivò la 2ª Divisione eritrea sotto il comando del generale Vaccarisi e, in seguito, giunse anche la 2ª Divisione CC.NN. "28 ottobre" del generale Somma allo scopo di difendere la posizione chiave di passo Uarieu.
Nonostante l'azione della Regia Aeronautica che intervenne pesantemente con bombe convenzionali e gas e l'arrivo dei primi battaglioni di rinforzo il 13 dicembre, la situazione di Abbi Addi si fece sempre più critica: dopo un tentativo infruttuoso di espugnare il villaggio condotto dagli armati abissini il 18 dicembre e constatata la crescente pressione degli attaccanti che erano giunti ormai a 13 000 unità, il comando italiano decise di attaccare l'amba Tzelleré allo scopo di rompere l’accerchiamento. Nonostante accaniti combattimenti condotti da sei battaglioni di ascari capitanati dal colonnello Tracchia le truppe italiane non riuscirono a conquistare la vetta dell’amba lasciando sul campo 330 uomini. Vista l'impossibilità di rompere l'accerchiamento il 27 dicembre le truppe italiane si ritirarono da Abbi Addi, ormai ridotta ad un cumulo di macerie, per attestarsi su passo Uarieu.

## Conclusione
Nonostante la vittoria etiopica abbia portato alla riconquista dello Sciré e di buona parte del Tembién, la superiorità italiana in armi, uomini e mezzi rimase schiacciante, i campi trincerati non vennero attaccati vista l'impossibilità di espugnarli e le sconfitte furono attribuibili oltre che alla indubbia determinazione degli armati etiopici a errori valutazioni nello schieramento delle truppe italiane come nel caso di Dembeguinà dove il passo avrebbe dovuto essere presidiato anziché lasciato sguarnito come lo stesso Badoglio ammise, scaricando comunque la colpa su Maravigna mentre la mancata occupazione delle ambe che sovrastano Abbi Addì fu la ragione della obbligata ritirata dal capoluogo del Tembién.